# Nihoa kaindi
Nihoa kaindi är en spindelart som beskrevs av Raven 1994. Nihoa kaindi ingår i släktet Nihoa och familjen Barychelidae. Inga underarter finns listade i Catalogue of Life.